# Niszczuka długonosa
Niszczuka długonosa, niszczuka, łuskost (Lepisosteus osseus) – gatunek ryby niszczukokształtnej z rodziny niszczukowatych (Lepisosteidae).

## Występowanie
Ameryka Północna i Środkowa.

## Opis
Ciało silnie wydłużone pokryte łuskami ganoidalnymi, długi, wysmukły pysk, grzbiet brązowy, spód jasny. Osiąga do 2 m długości, maksymalna odnotowana masa ciała: 22,8 kg. 

## Odżywianie
Ryba drapieżna, żywi się rybami i skorupiakami.

## Znaczenie gospodarcze
Niewielkie znaczenie gospodarcze, poławiana przez wędkarzy, spotykana w akwariach publicznych. Ikra jest trująca.